# Lee Bae
 (avril 2018).
Si vous disposez d'ouvrages ou d'articles de référence ou si vous connaissez des sites web de qualité traitant du thème abordé ici, merci de compléter l'article en donnant les références utiles à sa vérifiabilité et en les liant à la section « Notes et références ».
Lee Bae, né en 1956 à Cheong-do, Corée du Sud) est un artiste sud-coréen représenté par la galerie RX.
Il commence par travailler avec le charbon de bois à l’état brut pour à présent l’incorporer à sa peinture. Univers pictural et abstrait, il se concentre sur le seul pouvoir évocateur qu’est le matériau.

## Biographie
Lee Bae est un artiste sud-coréen, il étudie aux Beaux-Arts de Séoul en 1979 en Corée. Puis il vient vivre en France à Paris en 1990 pour voir l’art contemporain en Europe et se retrouver au centre de cette création. Il commence à travailler dans un atelier à Pantin dans une ancienne usine de la Seita. Il utilise d’abord le charbon de bois comme du fusain dans un souci économique, car c’est un matériau peu cher, puis il y retrouve finalement ses origines auxquelles il est très attaché. Le charbon de bois c’est l’univers de l’encre de Chine, de la calligraphie, l’ambiance de la construction des maisons, donc ce charbon de bois est symboliquement fort et familier.
Avec le charbon il réalise des tableaux, puis des installations de charbon afin de libérer le matériau du cadre clos et parfois contraignant de la toile pour mieux jouer avec l’espace et créer une confrontation physique avec le spectateur. Il a aussi travaillé avec des agrafes, il fait là une opposition entre le charbon qui est une matière naturelle et les agrafes matière industriel lié à la société de consommation.
Il met en avant des matériaux banals qui ne sont pas forcément consacrés à l’art mais à qui il donne un sens artistique. Puis il a commencé à travailler différemment avec des médiums acryliques. Il crée dans une alchimie parfaite un équilibre essentiel entre le noir profond du charbon de bois pour ses formes abstraites, et la couleur laiteuse obtenue grâce à la résine et des couches successives de médium acrylique, extrêmement lisses, qui forment la vraie peau de ses tableaux,.

## Principales expositions

### Expositions personnelles
- 2022 : Le noir en constellation, Galerie Perrotin, Paris, France[5]
- 2021 : Union, Fondation Phi pour l’art contemporain, Montréal, Canada[6]
- 2018 : Plus de Lumière, Fondation Maeght, Saint-Paul-de-Vence, France
- 2017 : Mir Gallery, Pohang, Corée du Sud
- 2016 : Domaine de Chaumont-sur-Loire, France
- 2015 : musée Guimet, Paris, France
- 2014 : musée d’art contemporain, Daegu, Corée du Sud
- 2014 :  Fondation Fernet Branca, Saint-Louis, France
- 2014 : Galerie RX, Paris, France
- 2013 : Holly Hunt, New York, États-Unis
- 2011 : Musée d'art moderne de Saint-Étienne, Saint-Étienne, France
- 2011 : Galerie Winter, Wiesbaden, Allemagne
- 2010 : Galerie Andrew Shire, Los Angeles, États-Unis
- 2009 : Art Today Museum, Pékin, Chine
- 2009 : White Box Gallery, New York, États-Unis
- 2005 : Galerie Kawafune, Tokyo, Japon
- 2000 : musée d’art contemporain, Séoul, Corée du Sud

### Expositions collectives
- 2016 : ArtParis, Art Paris Art Fair 2016, galerie RX, Paris, France
- 2015 : Musée Cernuschi, Paris
- 2014 : Foire Hong Kong Art Basel, galerie Hak Go Jae, Séoul, Chine
- 2013 : Festival international de dessin, Musée d’art moderne et contemporain, Rijeka, Croatie
- 2008 : Art Paris-Abu Dhabi, galerie RX Paris, Abu Dhabi, Emirats Arabes
- 2007 : Arco, galerie Hak Go Jae Séoul, Madrid, Espagne
- 1998 : FIAC, galerie Ci-Gong, Paris, France
- 1997 : Indépendant, Musée d'art contemporain, Tokyo, Japon

### Collections publiques et privées
- Seoul Museum of Art, Séoul, Corée du Sud
- National Museum of Contemporary Art (MMCA), Gwacheon, Corée du Sud
- Musée d’art moderne de Saint Etienne, France
- Fonds national d'art contemporain, France
- Privada Allegro Foundation, Madrid, Espagne
- CNAP (Centre national des arts plastiques), Paris, France
- Ministère de la Culture et de la Communication, Paris, France
- Leeum-Samsung Museum of Art, Seoul, Corée du Sud
- Fondation Colas, France
- Fondation Carmignac, Paris, France[7]
- Fondation Maeght, Saint-Paul-de-Vence, France.

## Prix
- 2013 : National Association Price of Art Critics, Korea.
- 2009 : Artist of the Year, Korean Cultural Center, Paris, France.
- 2000 : Artist of the Year, National Museum of Contemporary Art, Gwacheon, Korea[8].

## Télévision
- Culture Four Color, Art Docu Who Are You, Munhwa Broadcasting Corporation, no 519, 21 décembre 2016[20].
- Carte blanche à Lee Bae au Musée Guimet, TV5Monde, 1er décembre 2015[21].
- Lee Bae, Foundation Fernet Branca, interview par Florence Guionneau Joie, Station Ausone, Bordeaux, 30 avril 2014[22].
- Saint-Louis : les œuvres de Lee Bae exposées à la Fondation Fernet Branca, France 3 Grand Est, 30 avril 2014[23].